# Siège de Foua et Kafraya
Guerre civile syrienne
Batailles
Le siège de Foua et Kafraya a lieu du 28 mars 2015 au 19 juillet 2018, pendant la guerre civile syrienne. Situés au nord-est d'Idleb, Foua et Kafraya sont deux villages chiites duodécimains défendus par des milices locales qui se retrouvent encerclés et assiégés par les rebelles après leur victoire à la bataille d'Idleb en mars 2015.

## Forces en présence
Les petites villes de Foua et Kafraya, peuplées de chiites duodécimains, se retrouvent encerclées et assiégées par les rebelles après la prise de la ville d'Idleb par l'Armée de la conquête le 18 mars 2015. Peuplées à elles deux d'environ 20 000 habitants, elles sont défendues par environ 4 000 miliciens des Forces de défense nationale et du Hezbollah,.
Parmi les groupes rebelles qui prennent part au siège figurent notamment Ahrar al-Cham, le Front al-Nosra, la 101e division d'infanterie, le Parti islamique du Turkestan, Jound al-Aqsa, la Katiba al-Tawhid wal-Jihad et le Jamaat Imam Bukhari.

## Déroulement

### Offensive de l'été 2015

Carte du siège de Foua et Kafraya :
Territoire contrôlé par le gouvernement syrien et ses alliés
Territoire contrôlé par les rebelles

En mars 2015, les rebelles établissent le siège de Foua et Kafraya. Au fil des mois, la situation devient très difficile pour les civils et les assiégés, qui manquent de nourriture, de médicaments, d'eau potable, et sont privés d'électricité,,.
Le 15 juillet 2015, l'Armée de la conquête, principale coalition de groupes rebelles du gouvernorat d'Idleb, lance une offensive contre les deux villages chiites. Elle annonce alors dans un communiqué avoir décidé de lancer la bataille de Foua et Kafraya « contre les forces et les milices iraniennes » en représailles à l'offensive de Zabadani menée par les loyalistes.
Début août, les rebelles intensifient leur offensive. Dans la nuit du 9 au 10 août, ils font sauter un véhicule piégé et un tunnel. Les 10 et 11 août, 1 400 obus sont tirés selon l'OSDH, au moins 11 civils et 12 miliciens loyalistes sont tués.
Le 11 août, une trêve de 48 heures est conclue entre le régime et les rebelles à Foua, Kafraya et Zabadani,. Elle est ensuite prolongée jusqu'au 16. Le 15, la trêve est rompue, les négociations sur un échange entre Zabadani d'une part et Foua et Kafraya de l'autre, échouent en raison du fait que les rebelles auraient demandé en plus la libération de prisonniers. Fin août, le Front al-Nosra s'empare de la localité de Sawariyé, limitrophe de Foua.
Le 18 septembre, les rebelles lancent un nouvel assaut. Neuf attaques à la voiture piégée sont commises, dont sept perpétrées par des kamikazes,. Selon l'OSDH, au moins 29 rebelles, 21 loyalistes et sept civils sont tués dans cet assaut,.

### Trêve de septembre 2015
Le 24 septembre, une nouvelle trêve de six mois est conclue,,. Le 27, un nouvel accord de 72 heures est conclu tant à Zabadani que dans les deux villages chiites, afin de permettre notamment l'évacuation des blessés,.
Le 28 décembre 2015, les évacuations débutent : 338 personnes quittent Foua et Kafraya, tandis que 126 autres se retirent de Zabadani. Les personnes évacuées sont des civils et des combattants blessés. Le premier groupe est amené en Turquie, pour ensuite rejoindre le Liban, et arriver à terme à Damas. Le deuxième groupe est conduit au Liban, pour ensuite gagner la Turquie et atteindre à terme le Nord de la Syrie,,,,.
Cependant, l'intervention militaire russe au 30 septembre suspend le projet d'un échange de la ville de Zabadani contre les deux villages de Foua et Kafraya.
Le 11 janvier 2016, après des négociations entre l'ONU, le régime et les rebelles, des convois de camions chargés de vivres et de médicaments, accompagné d'équipes du Haut Commissariat des Nations unies pour les réfugiés, du Comité international de la Croix-Rouge et du Croissant-Rouge syrien, parviennent à entrer dans Madaya, assiégée par le régime, et Foua et Kafraya, assiégées par les rebelles,,.

### Évacuations de décembre 2016

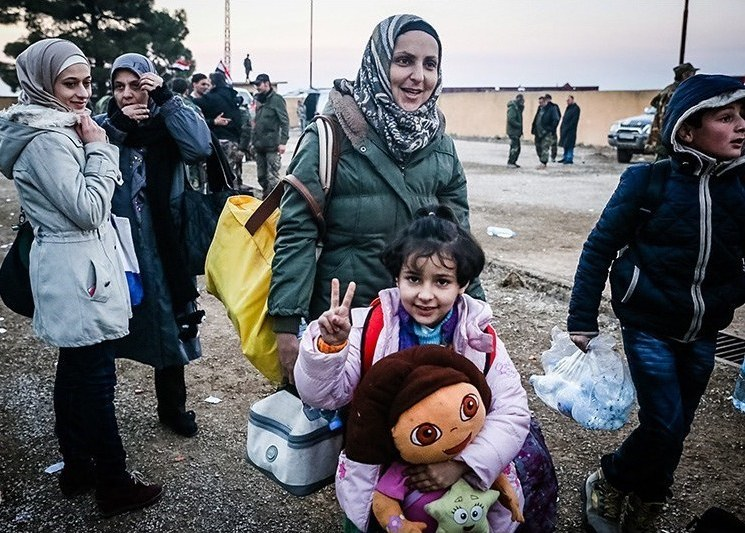
Arrivée de civils de Foua et Kafraya à Alep, le 20 décembre 2016.

En décembre 2016, la bataille d'Alep s'achève. Un accord de cessez-le-feu est conclu le 13 décembre sous la houlette de la Russie et de la Turquie pour évacuer les combattants et les civils assiégés vers le gouvernorat d'Idleb ou le nord du gouvernorat d'Alep,. Mais l'Iran, le Hezbollah et les milices chiites s'opposent à cet accord, qu'ils estiment insuffisant, et réclament en contrepartie la levée du siège et une évacuation de Foua et Kafraya,. Le 16 décembre, les hommes du Hezbollah coupent la route d'évacuation à Alep et interceptent un convoi qu'ils obligent à rebrousser chemin.
Sous la pression de l'Iran, un nouvel accord est annoncé le 18 décembre et prévoit l'évacuation d'une partie des habitants de Foua et Kafraya,. Cependant le même jour, une vingtaine de rebelles interceptent une vingtaine de bus en route pour Foua et Kafraya, forcent les chauffeurs à descendre, puis mitraillent et incendient les véhicules,. Un des chauffeurs est également tué. L'identité des auteurs de l'attaque n'est pas connue — l'attaque est revendiquée par un groupe inconnu : le Siraya Tawhid, dirigée par un ancien chef de Jound al-Aqsa, — mais l'OSDH fait état de divergences à propos de cette évacuation entre les deux plus puissants groupes rebelles de la région : le Front Fatah al-Cham et Ahrar al-Cham, le premier étant hostile à l'accord et le second, favorable,,.
Cependant l'incident ne rompt pas l'accord et les premiers bus quittent Foua et Kafraya dans la nuit du 18 au 19 décembre. Selon l'OSDH, 500 civils quittent les deux villages chiites le 19 décembre. Puis le 23 décembre, le Comité international de la Croix-Rouge (CICR) affirme que 1 200 personnes ont été évacuées de Foua et Kafraya et conduites à Alep. L'accord initial prévoyait cependant le départ de 2 500 personnes,,.
Dans la nuit du 29 au 30 décembre, un cessez-le-feu négocié par la Turquie et la Russie est instauré dans toute la Syrie,. Cependant des violations sont rapidement observées : le soir du 31 décembre, les rebelles tirent une vingtaine d'obus sur Foua et Kafraya.

### Évacuations d'avril 2017

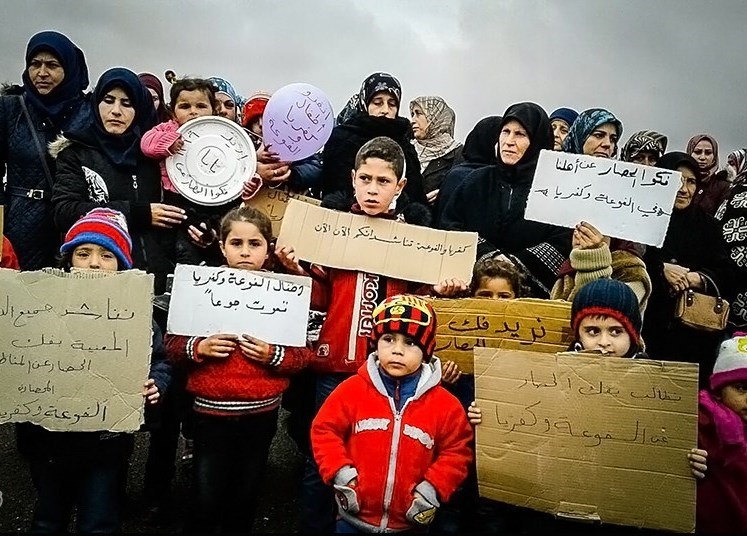
Habitants de Foua et Kafraya protestant contre le siège, le 18 février 2017.

Le 28 mars 2017, l'accord dit des « quatre villes » — prévoyant l'échange de Zabadani et Madaya contre Foua et Kafraya — est réactivé après de nouvelles négociations en Turquie entre l'Iran, le Qatar et Ahrar al-Cham,. L'accord concerne l'évacuation de 30 000 combattants et civils, dont 16 000 habitants des deux villages chiites. Le début des évacuations, prévu le 4 avril, est retardé à cause de l'attaque chimique de Khan Cheikhoun,,. Le 13 avril, des dizaines d'obus de mortier sont tirés par les rebelles sur Foua. Le 14 avril, les évacuations commencent : environ 5 000 personnes — 1 300 combattants et 3 700 civils — quittent Foua et Kafraya chargées dans des bus,. Elles doivent se rendre à Alep, puis de là gagner Damas ou le gouvernorat de Lattaquié. Cependant en raison d'un désaccord sur le nombre des combattants évacués, les bus se retrouvent bloqués à Rachidine, une localité tenue par les rebelles près d'Alep,. Tandis que non loin de là, le convoi des 2 000 évacués de Zabadani et Madaya est également arrêté dans le quartier de Ramoussa, tenu par les loyalistes. Le 15 avril, dans l'après-midi, un kamikaze conduisant une camionnette transportant de l'aide alimentaire se fait alors exploser près des 75 bus stationnés à Rachidine. L'attentat fait au moins 150 morts, dont 72 enfants,. Quelques heures après, à la nuit tombée, les évacuations reprennent : les rescapés de Foua et Kafraya entrent dans Alep et les déplacés de Zabadani et Madaya se rendent dans le gouvernorat d'Idleb,.
La situation se bloque à nouveau pendant deux jours car les rebelles réclament la libération de 750 prisonniers, finalement le régime s'engage à en relâcher 500.
Le 19 avril, 3 000 autres habitants de Foua et Kafraya, dont 700 combattants, sont évacués vers Alep, cette fois sans encombre,. Au même moment, 500 rebelles et membres de leurs familles prennent place dans le dernier convoi de Zabadani,. Zabadani, Madaya et les villages voisins de Serghaya et Jabal Charqi repassent alors entièrement sous le contrôle du régime,. Au total, 11 000 personnes ont alors été évacuées,.
Le 21 avril, en vertu de l'accord, 26 otages qataris, dont des membres de la famille royale, sont libérés et remis aux autorités irakiennes. Ils avaient été enlevés en décembre 2015 en Irak, probablement par des miliciens chiites des Kataeb Hezbollah, liés à l'Iran. Pour favoriser l'accord d'évacuation et la libération des otages, le Qatar aurait payé de fortes sommes à des groupes rebelles et à des milices chiites.
Fin avril, 8 000 civils et les combattants du Hezbollah sont encore présents à Foua et Kafraya. La dernière phase d’évacuation est initialement prévue pour juin, mais elle est reportée pour des raisons logistiques,.
Malgré le cessez-le-feu des combats éclatent ponctuellement à Foua et Kafraya : quatre miliciens sont notamment tués le 5 août dans une embuscade tendue par des rebelles.

### Évacuations d'avril et mai 2018
Fin avril et début mai 2018, des malades de Foua et Kafraya sont encore autorisés à sortir en échange de l'évacuation vers Idleb de combattants de Hayat Tahrir al-Cham encerclés au sud de Damas, à la fin de la bataille de la Ghouta orientale. À cette période, 11 000 habitants de Foua et Kafraya ont été évacués depuis avril 2017, mais environ 10 000 autres y sont toujours assiégés.

### Reprise des combats en juin 2018
Dans la nuit du 9 au 10 juin 2018, les forces de Hayat Tahrir al-Cham lancent une importante offensive contre Foua et Kafraya. Selon l'OSDH, au moins six miliciens loyalistes et trois djihadistes sont tués le 10 juin.

### Fin du siège, accords de juillet 2018
Le 17 juillet, un accord est conclu entre la Russie et la Turquie pour achever l'évacuation des combattants et des civils assiégés à Foua et Kafraya, en échange de la libération de 1 500 prisonniers détenus par le régime,,,. Selon une organisation syrienne , The Syria Campaign, les libérations ne concernent cependant aucun des « militants pacifiques détenus depuis des années », mais plutôt des « détenus emprisonnés depuis deux ou trois mois ». Dans la nuit du 18 et 19 juillet, les 5 000 civils et 1 900 miliciens loyalistes encore présents à Foua et Kafraya sont évacués à bord d'une centaine de bus en direction d'Alep,,,,,. Le dernier convoi composé de 23 de bus et transportant près de 900 personnes est cependant intercepté par des djihadistes de Hayat Tahrir al-Cham,. D'après l'OSDH, 700 des prisonniers auraient refusé de gagner le gouvernorat d'Idleb, les hommes de Hayat Tahrir al-Cham seraient alors intervenus pour exiger la libération de 700 prisonniers de plus. Des bus sont caillassés, certains passagers sont frappés par les combattants et leurs effets personnels confisqués. Le convoi arrive néanmoins à Alep le 19 juillet, les contacts entre la Russie et la Turquie ayant permis de contenir l'incident.

## Bilan humain
Selon des sources pro-régime de France Info, 2 200 personnes, dont 400 enfants, sont morts pendant le siège à la date du 28 décembre 2016.